# Augustus Montague Toplady
Augustus Montague Toplady, född 4 november 1740 i Farnham, Surrey, England, död 11 augusti 1778 i London, var en engelsk präst och psalmdiktare. Han gick i skola i London och senare Dublin, där han tog magistergraden. Under denna tid genomgick han sin andliga kris. Han prästvigdes vid 22 års ålder för tjänstgöring i anglikanska kyrkan men trädde senare i tjänst hos en kalvinistisk församling i London. Han hade en annan syn på helgelsen än metodisterna och utkämpade många strider med den rörelsens starke man John Wesley. Dock omfattade Toplady de grundläggande idealen i väckelsen. 

## Psalmer
Toplady är på svenska mest känd för det engelska originalet Rock of ages, cleft for me till psalmen Klippa, du som brast för mig 1776, som finns i flera psalmböcker, bland annat Den svenska psalmboken 1986 (nr 230).
Andra engelska titlar är:
- Compared with Christ, in all beside nr 760 i The Church Hymn book 1872 (1772)
- Deathless spirit, now arise nr 1381 i The Church Hymn book 1872 (1776)
- Holy Ghost, dispel our sadness nr 80 i The Church Hymn book 1872 (1776). Bearbetning av John Christian Jacobi's översättning (1725) av Paul Gerhardts psalm från 1653.
- How happy are the souls above nr 1434 i The Church Hymn book 1872 (1776) (? A. M. Topladys text)
- Inspirer and hearer of prayer nr 30 i The Church Hymn book 1872 (1774)
- O thou, that hear'st the prayer of faith nr 642 i The Church Hymn book 1872 (1176)
- Praise the Lord, who reigns above nr 160 i The Church Hymn book 1872 (1759)
- Rock of ages, cleft for me nr 697 i The Church Hymn book 1872 (1776)
- Surely Christ thy griefs hath borne nr 443 i The Church Hymn book 1872 (1759)
- What, though my frail eye-lids refuse nr 29 i The Church Hymn book 1872 (1774)
- When langour and disease invade nr 1032 i The Church Hymn book 1872 (1778)
- Your harps, ye trembling saints nr 861 i The Church Hymn book 1872 (1772)